# Didgori-3
Der Didgori-3 (georgisch დიდგორი) ist ein georgischer Transportpanzer auf Basis des Didgori, der vom georgischen militärischen Forschungsinstitut STC Delta entwickelt wurde und nur in geringer Stückzahl produziert wurde. Benannt wurde das Fahrzeug nach der Schlacht am Didgori, die im Jahr 1121 in Georgien stattfand.

## Aufgaben und Bewaffnung
Das Allradfahrzeug (6×6) wurde speziell für Friedenssicherungseinsätze entwickelt, hat einen geschweißten Stahlpanzerrumpf wie der Didgori-2, welcher die maximal sechs Besatzungsmitglieder vor panzerbrechende Munition des Kalibers 7,62 × 51 mm schützen soll. Zusätzlich trägt die V-förmig gestaltete Fahrzeugwanne zum Schutz der Besatzung bei, indem er die Wucht einer Explosion zur Seite ablenkt.
Der Didgori-3 ist mit einem ferngesteuerten schweren Maschinengewehr des Typs NSWT mit dem Kaliber 12,7 mm und einem koaxialen 7,62-mm-PKT-Maschinengewehr ausgestattet. Außerdem gibt es zwei 7,62-mm-Maschinengewehre mit Schutzschild, die im Laderaum montiert sind. Die Ladefläche der Pick-up-artigen Konstruktion kann für den Transport von sechs Soldaten oder für Ausrüstungsgegenstände genutzt werden.
Der Didgori-3 verfügt über die gleichen internen Kommunikations-, Navigations- und Wärmebild-Systeme wie die gepanzerten Fahrzeuge Didgori und Didgori-2.
Das Chassis des Didgori-3 basiert auf einem modifizierten Fahrgestell des ukrainischen Schwerlast-LKW KrAZ-6322. Mutmaßlich wird der Didgori-3 demnach ebenfalls von einem russischen JaMS-Turbodieselmotor angetrieben.